# Локалита Агута Супериоре (Равена)
Локалита Агута Супериоре је насеље у Италији у округу Равена, региону Емилија-Ромања.
Према процени из 2011. у насељу је живело 49 становника. Насеље се налази на надморској висини од 4 м.